# Don't Make Waves
Don't Make Waves, conocida en España e Hispanoamérica como No hagan olas, es una comedia de 1967 dirigida por Alexander Mackendrick y protagonizada por Tony Curtis y Claudia Cardinale, con la participación, entre otros, de Sharon Tate y Dave Draper. La película está basada en la novela de 1959 Muscle Beach, del autor Ira Wallach, quien además escribió el guion de la película.

## Sinopsis
Carlo Cofield (Tony Curtis), un turista que se halla visitando la costa de California, ve cómo su coche es destrozado por una conductora imprudente, la atractiva y despreocupada actriz italiana Laura Califatti (Claudia Cardinale), quien ofrece a Carlo pasar la noche en su sofá ya que el hombre no tiene donde alojarse. Esto enfurece a Rod Prescott (Robert Webber), el acaudalado constructor de piscinas de quien Laura es amante. Tras ser expulsado de casa de la joven, Carlo pasa la noche en la playa, donde casi muere ahogado de no ser por la intervención de la exuberante paracaidista Malibu (Sharon Tate). Prendado de sus encantos, Carlo hará todo lo posible para separar a la muchacha de su novio Harry (Dave Draper), lo que provocará un enredo amoroso en el que se verán involucradas varias personas.

## Reparto
- Tony Curtis - Carlo Cofield
- Claudia Cardinale - Laura Califatti
- Sharon Tate - Malibu
- Dave Draper -Harry Hollard
- Robert Webber - Rod Prescott
- Joanna Barnes - Diane Prescott
- Reg Lewis - Monster
- Mort SahlSam - Sam Lingonberry
- Edgar Bergen - Madame Lavinia
- Dub Taylor - Electricista
- Mary Grace Canfield - Costurera
- Holly Haze - Myrna
- Sarah Selby - Ethyl
- Julie Payne - Helen
- Douglas Henderson- Henderson
- Chester Yorton - Ted Gunder
- Ann Elder - Millie Gunder
- Marc London - Fred Barker
- Paul Barselow - Piloto
- George Tyne - Periodista
- David Fresco - Periodista
- Gil Green - Periodista
- Eduardo Tirello - Decorador
- Bill Kennedy - Reportero

## Producción

### Rodaje
En 1965 se anunció que la película sería dirigida por Theodore J. Flicker, siendo Terry Gilliam, por otro lado, considerado para interpretar un papel en la cinta.
Sharon Tate, quien reemplazó a la actriz Julie Newmar por no estar disponible y cobró $750 dólares a la semana por su participación en el largometraje, confesó al que sería su esposo, el director de cine Roman Polanski, que su experiencia en la película no fue particularmente agradable, afirmando que el ambiente de trabajo era tenso, lo cual empeoró tras la muerte de Bob Buquor, un paracaidista profesional que falleció ahogado en la costa de Malibú mientras actuaba como doble en una secuencia de paracaidismo. Esta fue la tercera película de Tate en ser producida, aunque debido a que fue la primera en ser estrenada en cines, generalmente se la considera su debut cinematográfico, debido en parte al productor Martin Ransohoff. Los estudios Metro-Goldwyn-Mayer elaboraron una extensa campaña publicitaria tras el estreno del filme basada casi exclusivamente en Tate y en su personaje, con numerosas fotografías e imágenes de cartón de la actriz en bikini a tamaño natural ubicadas en los vestíbulos de los cines a lo largo de Estados Unidos, siendo su personaje promocionado como «Malibu, reina del surf» («Malibu, Queen of the Surf»). Del mismo modo, esta campaña estuvo ligada a un anuncio ampliamente difundido de Coppertone protagonizado por Tate, quien, decepcionada con la película, empezó a referirse sarcásticamente a sí misma como «pequeña yo sexy» («sexy little me»). De hecho, la actriz llegaría a declarar a un periodista: «Es una película terrible», añadiendo posteriormente: «A veces digo cosas que no debería. Supongo que soy demasiado franca».
Por su parte, Dave Draper era el Mr. América 1965 de la IFBB y el Mr. Universo 1966 de la NABBA. Así mismo, el Mr. Universo de la NABBA Chester Yorton ya había participado en la película de 1964 Muscle Beach Party, en la cual interpretó a un personaje llamado Hulk.

### Banda sonora
La banda sonora fue compuesta por Vic Mizzy, mientras que Roger McGuinn y Chris Hillman escribieron la letra de la canción de la película, Don't Make Waves, interpretada por The Byrds durante los créditos iniciales.

## Recepción y legado
Tras su estreno el 20 de junio de 1967, Don't Make Waves, la cual fracasó en taquilla con unos ingresos de $1,25 millones, recibió críticas mixtas. En la época en que el film fue proyectado, la popularidad de las películas playeras y de los filmes ambientados en las playas de California había empezado a decaer a la par que la popularidad de Tony Curtis como ídolo del público. En su autobiografía de 2009 American Prince, el actor escribió acerca del largometraje: «El argumento era absolutamente ridículo, pero accedí a aparecer en el filme porque obtuve un porcentaje del total».
Don't Make Waves ha recibido en años recientes críticas positivas por parte de Leonard Maltin, quien la describió como «una joya», destacando la «buena dirección, la divertida actuación de Sharon Tate y una pegadiza canción [...]».
La popularidad del personaje interpretado por Tate llevaría, por otro lado, a la creación en 1971 de la famosa muñeca Barbie Malibu.